# Gaston Thomson
Gaston Thomson, né le 29 janvier 1848 à Oran (Algérie) et mort le 14 mai 1932 à Bône (Algérie), est un homme politique français. Député sans discontinuer de 1877 à 1932, il détient la palme de la longévité parlementaire en France, avec 54 ans et 320 jours.

## Biographie
Rédacteur de L'Homme Libre, proche de Jaurès, Ferry, Gambetta et Clemenceau, il sert de témoin à ce dernier lors de son duel avec Déroulède à la suite du scandale de Panama. Thomson prend la défense de Dreyfus lorsqu'éclate la fameuse affaire qui coupe la France en deux. En 1898, il perd son poste de maire de Constantine au profit de son adversaire, l'avocat Émile Morinaud, qui l'accuse de « n'être élu que grâce au vote massif des juifs ».
Député de Constantine pendant un temps record de 55 ans (d'avril 1877 jusqu'à sa mort) au sein des groupes modérés de l'Union progressiste, de l'Alliance démocratique ou de la Gauche radicale, il occupe plusieurs postes ministériels sous la IIIe République. Sitôt élu, lors de la crise du 16 mai, il fait partie des 363 députés opposants à Mac-Mahon. Il s'illustre notamment en tant que ministre de la Marine dans les cabinets Rouvier, Sarrien et Clemenceau. Le chef de son cabinet civil au ministère de la Marine est Jules Schlisler (1852-1933). On lui doit la construction de nombreux navires de guerre, croiseurs et cuirassés qui font de la Marine militaire française la deuxième du monde, avec les unités les plus rapides.
Défenseur de la politique des rattachements et de la colonie de peuplement, il veille à préserver les intérêts économiques des colons d'Algérie. En mars 1881, il interpelle Albert Grévy, commissaire du gouvernement et gouverneur de l'Algérie, dénonçant l'incarcération arbitraire d'Arabes de la province de Constantine.
Il doit démissionner après l'accident qui survient au cours d'un exercice de tir aux Salin-d'Hyères sur le Latouche-Tréville le 22 septembre 1908, accident qui fait quatorze morts. Son œuvre est poursuivie par Georges Leygues.
Il est directeur du journal Le National de 1892 à 1896.
Au reste, il est franc-maçon et avait un frère ainé, Charles, qui fut de 1882 à 1886 gouverneur de Cochinchine.